# KF Adriatiku Mamurrasi
KF Adriatiku Mamurrasi – albański klub piłkarski z siedzibą w mieście Mamurras, rozwiązany w 2017 roku.